# Chibukahalli, Krishnarajanagara
Chibukahalli là một làng thuộc tehsil Krishnarajanagara, huyện Mysore, bang Karnataka, Ấn Độ.